# Kaliumfluorid
Kaliumfluorid är ett salt av kalium och fluor med formeln KF. Det förekommer naturligt som det sällsynta mineraler carobbiit.

## Egenskaper
Kaliumfluorid är giftigt och kan tränga igenom huden. Det är starkt frätande och kan till och med fräta glas genom att bilda kiseltetrafluorid (SiF4).
{\displaystyle {\rm {SiO_{2}+4\ KF\rightarrow SiF_{4}+2\ K_{2}O}}}

## Framställning
Kaliumfluorid framställs genom att neutralisera kaliumkarbonat (K2CO3) eller kaliumhydroxid (KOH) med fluorvätesyra (HF).
{\displaystyle {\rm {K_{2}CO_{3}+2\ HF\rightarrow 2\ KF+CO_{2}+H_{2}O}}}
{\displaystyle {\rm {KOH+HF\rightarrow KF+H_{2}O}}}

## Användning
Kaliumfluorid används inom organisk syntes för att omvandla organoklorider till organofluorider. Det används också som flussmedel vid emaljering och för att etsa glas.